# Élections générales britanniques de décembre 1910 en Écosse
 (décembre 2021).
Si vous disposez d'ouvrages ou d'articles de référence ou si vous connaissez des sites web de qualité traitant du thème abordé ici, merci de compléter l'article en donnant les références utiles à sa vérifiabilité et en les liant à la section « Notes et références ».
Les Élections générales britanniques de décembre 1910 se sont déroulées du 3 au 19 décembre. L'Écosse envoie 70 membres à la Chambre des communes.

## Résultats
| Partis               | Partis             | Voix    | %     | Sièges | +/-           |
| -------------------- | ------------------ | ------- | ----- | ------ | ------------- |
|                      | Parti libéral      | 306 378 | 53,03 | 57     | 1             |
|                      | Parti conservateur | 244 785 | 42,37 | 10     | 1             |
|                      | Parti travailliste | 24 633  | 4,26  | 3      | 1             |
|                      | Divers             | 1 947   | 0,34  | 0      | 1             |
|                      |                    |         |       |        |               |
| Inscrits             | Inscrits           |         |       | 70     | en stagnation |
| Votants              |                    |         |       |        |               |
| Abstention           |                    |         |       |        |               |
| Votes blancs et nuls |                    |         |       |        |               |
| Votes exprimés       | Votes exprimés     | 577 743 |       |        |               |